# Katō-gun (Hyōgo)

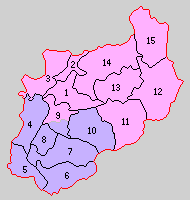
Die 15 Dörfer bzw. Dorfgemeinden im Kreis nach der Einführung der heutigen Gemeindeformen 1889:
1. Yashiro-mura (社村),
2. Kamo-mura (加茂村),
3. Takino-mura (滝野村),
4. Kawai-mura (河合村),
5. Kishi-mura (来住村),
6. Ichiba-mura (市場村),
7. Ono-mura (小野村),
8. Ōbe-mura (大部村),
9. Fukuda-mura (福田村),
10. Shimo-Tōjō-mura (下東条村, „Dorf Unter-Tōjō“),
11. Naka-Tōjō-mura (中東条村, „Dorf Mittel-Tōjō“),
12. Kami-Tōjō-mura (上東条村, „Dorf Ober-Tōjō“),
13. Yoneda-mura (米田村),
14. Kami-Fukuda-mura (上福田村) und
15. Kamogawa-mura (鴨川村).
In Flächenfarben die beiden heutigen kreisfreien Städte auf dem ehemaligen Gebiet des Katō-gun, in lila Ono-shi, in pink Katō-shi.

Katō (jap. 加東郡, -gun) war bis 2006 ein Landkreis der Präfektur Hyōgo (vormals Provinz Harima).
Er entstand durch die Teilung des altertümlichen Kreises Kamo (賀茂郡, Kamo-gun/Kamo no kōri) in die Kreise Katō (加東; „Ka[mo]-Ost“, allerdings mit 加 statt mit 賀 geschrieben) und Kasai (加西; „Ka[mo]-West“).
Kurz vor der Meiji-Restauration war der Kreis Katō zwischen Shōgunats- und Hatamoto-Land (bakuryō) sowie kleinen geistlichen Territorien und einer Reihe von Fürstentümern/Großlehen (-han) aufgeteilt, darunter Himeji, Koga, Hamamatsu und Tanagura. Das kleine (10.000 Koku=das Minimum für einen daimyō) Fürstentum Ono unter den Hitotsuyanagi hatte seinen Sitz und zuletzt sein gesamtes Territorium im Südwesten des Kreises. Das ebenfalls kleine, 1746 eingerichtete Mikusa-han unter den Isshiki-Niwa saß im Nordosten des Katō-gun.
Nach der Abschaffung der Han wurden die entstandenen Präfekturen und Ex- und Enklaven auf dem Gebiet der Provinz Harima 1871 in der Präfektur Himeji/Shikama konsolidiert. Mit dieser kam der Kreis Katō 1876 zu Hyōgo. Nach der modernen Reaktivierung der Landkreise als Verwaltungseinheit 1878/79 umfasste Katō drei städtische (-machi/-chō) und 118 ländliche Siedlungen (-mura/-son), die Kreisverwaltung wurde in Yashiro eingerichtet. Die preußisch beeinflusste Kreisordnung (gunsei) von 1890 wurde in Hyōgo und damit auch im Kreis Katō 1896 implementiert. Nachdem das Kabinett Hara die Kreise als Verwaltungsebene 1921 abschaffen ließ, wurden in den 1920er Jahren Kreisverwaltung und Kreistag von Katō wie im ganzen Land aufgelöst.
Bei der Einführung der heutigen Gemeindeformen 1889 wurde der Kreis in 15 Dörfer (-mura/-son) eingeteilt. Bis 1954 entstanden daraus drei Städte (-machi/-chō) und elf Dörfer, im gleichen Jahr gingen sechs Gemeinden im südwestlichen Teil des Kreises Katō in der kreisfreien Stadt (-shi) Ono auf. 1955 wurde das übrige Gebiet zu drei Städten fusioniert, 1956 noch ein kleiner Teil an Ono-shi übertragen. 2006 schließlich erlosch der Kreis Katō auch als geographische Einheit, als die drei verbliebenen Städte Yashiro, Tōjō und Takino in der kreisfreien Stadt Katō aufgingen.